# L'Argentière-la-Bessée
L'Argentière-la-Bessée là một xã của tỉnh Hautes-Alpes, thuộc vùng Provence-Alpes-Côte d’Azur, đông nam nước Pháp.